# FK Granit Mikachevitchy
Maillots
Le Futbolny Klub Granit Mikachevitchy, plus couramment abrégé en FK Granit Mikachevitchy (en russe : ФК Гранит-Микашевичи, et en biélorusse : ФК Граніт-Мікашэвічы), est un club biélorusse de football fondé en 1978 et basé dans la ville de Mikachevitchy.

## Histoire
Fondé en 1978 au sein du village minier de Mikachevitchy, le club évolue dans un premier temps à l'échelle locale. Il intègre à partir de la saison 1994-1995 la troisième division, où il se place rapidement parmi les prétendants réguliers à la promotion, remportant finalement le groupe B à l'issue de la saison 1998 pour monter en deuxième division. Il passe huit saisons d'affilée, se classant perpétuellement entre la quatrième et la sixième position jusqu'à la saison 2007 qui le voit cette fois terminer deuxième et accéder à la promotion au premier échelon pour la première fois de son histoire.
Parvenant à se maintenir en terminant dixième en 2008 pour sa première saison dans l'élite, le Granit retombe cependant dès la saison suivante en finissant treizième et relégable. Cette année-là est par ailleurs marquée par un passage en quarts de finale de la coupe nationale qui se conclut par une élimination face au Chakhtior Salihorsk. Il passe ensuite cinq nouvelles saisons au deuxième échelon avant de remporter la compétition en 2014 et de faire son retour en première division pour l'exercice 2015, qui le voit se maintenir aisément en terminant cinquième au terme du championnat, constituant le meilleur classement de son histoire, tandis qu'il atteint une nouvelle fois les quarts de finale de la coupe où il est à nouveau vaincu par le Chakhtior Salihorsk. De façon similaire à son premier passage, sa deuxième saison est bien moins réussie, notamment du fait de difficultés financières croissantes qui poussent les dirigeants à vendre une grande partie de l'effectif, ce qui débouche sur une seizième et dernière place synonyme de relégation.
Il évolue par la suite au deuxième échelon de 2017 à 2020 avant de descendre en troisième division pour la saison 2021.

## Bilan sportif

### Palmarès
| Compétitions nationales                                     |
| ----------------------------------------------------------- |
| - Championnat de Biélorussie de D2 (1) : - Champion : 2014. |

### Bilan par saison
| Saison    | Championnat  | Championnat | Championnat | Championnat | Championnat | Championnat | Championnat | Championnat | Championnat | Championnat | Coupe de Biélorussie |
| Saison    | Division     | Pos         | Pts         | J           | V           | N           | D           | BP          | BC          | Diff        | Coupe de Biélorussie |
| --------- | ------------ | ----------- | ----------- | ----------- | ----------- | ----------- | ----------- | ----------- | ----------- | ----------- | -------------------- |
| 1994-1995 | 3e Groupe A  | 3e          | 32          | 22          | 13          | 6           | 3           | 37          | 15          | +22         | N/A                  |
| 1995      | 3e Groupe A  | 5e          | 12          | 10          | 4           | 0           | 6           | 13          | 16          | -3          | Seizièmes de finale  |
| 1996      | 3e Groupe A  | 6e          | 46          | 28          | 14          | 4           | 10          | 52          | 36          | +16         | Seizièmes de finale  |
| 1997      | 3e Groupe B  | 5e          | 48          | 28          | 15          | 3           | 10          | 45          | 37          | +8          | N/A                  |
| 1998      | 3e Groupe B  | 1er         | 74          | 30          | 23          | 5           | 2           | 89          | 13          | +76         | N/A                  |
| 1999      | 2e           | 5e          | 54          | 30          | 15          | 9           | 6           | 47          | 25          | +22         | N/A                  |
| 2000      | 2e           | 5e          | 49          | 30          | 15          | 4           | 11          | 46          | 40          | +6          | Huitièmes de finale  |
| 2001      | 2e           | 6e          | 44          | 28          | 13          | 5           | 10          | 47          | 26          | +21         | Huitièmes de finale  |
| 2002      | 2e           | 5e          | 57          | 30          | 16          | 9           | 5           | 37          | 22          | +15         | Seizièmes de finale  |
| 2003      | 2e           | 5e          | 51          | 30          | 14          | 9           | 7           | 34          | 27          | +7          | Seizièmes de finale  |
| 2004      | 2e           | 4e          | 46          | 30          | 12          | 10          | 8           | 31          | 22          | +9          | Huitièmes de finale  |
| 2005      | 2e           | 6e          | 46          | 30          | 13          | 7           | 10          | 39          | 35          | +4          | Seizièmes de finale  |
| 2006      | 2e           | 5e          | 40          | 26          | 12          | 4           | 10          | 38          | 33          | +5          | Premier tour         |
| 2007      | 2e           | 2e          | 52          | 26          | 16          | 4           | 6           | 39          | 22          | +17         | Seizièmes de finale  |
| 2008      | 1re          | 10e         | 36          | 30          | 8           | 12          | 10          | 35          | 34          | +1          | Premier tour         |
| 2009      | 1re          | 13e         | 38          | 26          | 10          | 8           | 8           | 33          | 28          | +5          | Quarts de finale     |
| 2010      | 2e           | 4e          | 56          | 30          | 16          | 8           | 6           | 52          | 23          | +29         | Huitièmes de finale  |
| 2011      | 2e           | 8e          | 43          | 30          | 11          | 10          | 9           | 38          | 35          | +3          | Seizièmes de finale  |
| 2012      | 2e           | 6e          | 58          | 28          | 14          | 8           | 6           | 41          | 23          | +18         | Seizièmes de finale  |
| 2013      | 2e           | 7e          | 45          | 30          | 12          | 9           | 9           | 42          | 31          | +11         | Seizièmes de finale  |
| 2014      | 2e           | 1er         | 64          | 30          | 19          | 7           | 4           | 46          | 16          | +30         | Huitièmes de finale  |
| 2015      | 1re          | 5e          | 42          | 26          | 12          | 6           | 8           | 30          | 32          | -2          | Quarts de finale     |
| 2016      | 1re          | 16e         | 25          | 30          | 5           | 10          | 15          | 20          | 56          | -36         | Huitièmes de finale  |
| 2017      | 2e           | 8e          | 40-6        | 30          | 14          | 4           | 12          | 42          | 37          | +5          | Seizièmes de finale  |
| 2018      | 2e           | 8e          | 34-1        | 28          | 8           | 11          | 9           | 28          | 34          | -6          | Seizièmes de finale  |
| 2019      | 2e           | 9e          | 35          | 28          | 9           | 8           | 11          | 38          | 41          | -3          | Deuxième tour        |
| 2020      | 2e           | 13e         | 17          | 26          | 4           | 5           | 17          | 21          | 52          | -31         | Seizièmes de finale  |
| 2021      | 3e Brest-Est | 7e          | 7           | 14          | 2           | 1           | 11          | 22          | 57          | -35         | Seizièmes de finale  |
| 2022      | 3e Brest-Est | 7e          | 3           | 12          | 1           | 0           | 11          | 14          | 62          | -48         | Tour préliminaire    |

Légende
- Promotion en division supérieure.
- Relégation en division inférieure.